# Inversor de cascata

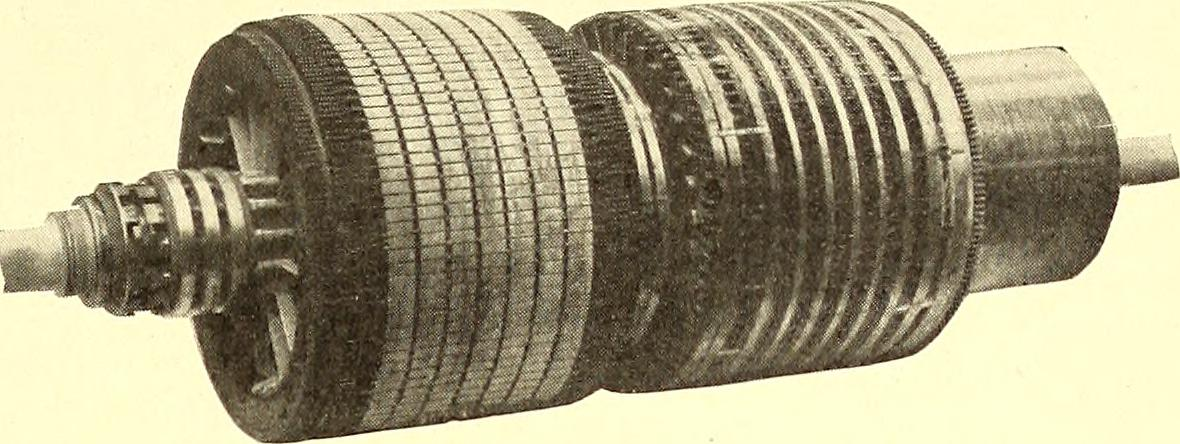
Foto do Inversor de cascata no Jornal "The Street railway journal" (1884).

Inversor de cascata é um tipo de motor-gerador que foi patenteado em 1902 por J. L. la Cour e O. S. Bragstad. Ele consiste em um motor de indução dirigindo um dínamo através de um eixo. Na adição, o rotor elétrico de um motor de indução é eletricamente conectado em um armadura de um dínamo. Quando a máquina está correndo, no meio da potência é transmitida atráves de um eixo enquanto o outro meio é trnasmitido eletricamente. A vantagem deste arranjo é que a máquina pode ser menor do que um convencional motor-gerador no  mesmo poder. O Reino Unido os direitos de fabricação para o conversor de cascata foram realizadas por Bruce Peebles & Co. Ltd. de Edimburgo.